# داماد سینو
داماد سینو 
(به تلوگویی: Alludu Seenu) و (به انگلیسی: Son-in-law Seenu) فیلمی هندی محصول سال ۲۰۱۴ و به کارگردانی وی. وی وینایاک است. در این فیلم بازیگرانی همچون بلامکوندا سرینیواس، سامانتا روت پرابو، پراکاش راج، پرادیپ راوات، براماندام و تمنا باتیا ایفای نقش کرده‌اند.